# Pont Chauderon
Le pont Chauderon est un pont routier situé au centre-ville de Lausanne, en Suisse.

## Situation
Le pont Chauderon est le plus en aval des trois ponts routiers franchissant la vallée du Flon sur la commune de Lausanne. Il part de la place Chauderon au nord, où il prolonge l'avenue de Beaulieu, et rejoint au sud l'avenue Louis-Ruchonnet. Il passe au-dessus des rues de Genève et de la Vigie.

## Historique

### Disparition du premier pont
À proximité de l'Ermitage, petit hameau industriel, passait un vieux pont de pierre, traversant la vallée du Flon et reliant En Chauderon à Montbenon. À la suite d'une épidémie de choléra en 1832 et en raison de l'urbanisation croissante de la ville, accélérée par la construction en 1844 du Grand-Pont, le Flon est progressivement, dès 1836, canalisé sur son tronçon lausannois, puis enfoui. Le hameau et le pont disparaissent ainsi vers 1913.

### Extension de la ville vers l'ouest
À la fin du XIXe siècle, l’arrivée du chemin de fer et d'une gare située au sud de la ville, ainsi que la construction de nouveaux quartiers rendent indispensable la construction d'un nouveau pont pour compléter la ceinture créée quelques décennies auparavant. De plus, le réseau de tramways parcourant déjà cette ceinture pourrait alors s'étendre. Sa future situation semble logique : l’avenue Louis-Ruchonnet, partant de la gare en direction du nord-ouest se dirige vers Tivoli. Afin de lui permettre de rejoindre la place Chauderon et le nord de la ville en évitant le terrain accidenté de la vallée du Flon, un pont est nécessaire.

### Premier concours
Pour sa construction, un premier concours est lancé en 1897, alors que le comblement de la vallée du Flon se poursuit en direction de son futur emplacement et qu'on sait que dans tous les cas, les deux tiers de ses piles seraient à court terme enterrés.
Treize projets sont présentés. La plupart proposent des ouvrages métalliques. Le premier prix est accordé au projet Arc-en-Ciel des Ateliers de constructions mécaniques de Vevey qui, la même année, ont déjà en cours plusieurs ponts métalliques pour l’État de Vaud, notamment sur la Broye. D'autres projets de pont métallique obtiennent les 2e et 3e prix. Les projets de ponts mixtes en béton armé et maçonnerie sont écartés (quoiqu'avec mention pour l'un). En effet, le système n'a à cette époque pas suffisamment fait ses preuves pour l'appliquer à un pont de cette envergure.

### Deuxième concours
Malgré tout, l'automobile se faisant de plus en plus présente, le système de circulation de la ville est revu et la situation du futur pont est déplacée plus en aval, à l'ouest, à l'endroit où il sera finalement érigé. Un pont plus long, posé en biais, est nécessaire.
Un 2e concours a lieu en 1901. Les ingénieurs De Vallière et Simon, associés aux architectes Eugène Monod et Alphonse Laverrière, remportent le premier prix grâce, cette fois, à un projet de pont en béton armé et maçonnerie, le système ayant fait ses preuves durant ce court intervalle de temps. C’est malgré tout la première fois qu’on ose l’utiliser pour une grande portée.

## Conception
Le Pont Chauderon, construit entre 1904 et 1905, est constitué de deux ponts parallèles, dont les piles et les arches sont indépendantes, réunis par une dalle en béton. Ce système permet d'alléger considérablement l’ouvrage et permet une circulation longitudinale entre les piles au niveau du comblement.

### Système Melan
Pour sa construction, on applique le système Melan : les arches sont construites en charpente métallique s’appuyant sur les piles en maçonnerie ou en béton. Cette charpente, composée d’arcs et de treillis, peut être mise en place sans échafaudages si les conditions d’approche et de levage sont remplies, ou avec un léger échafaudage, suffisant à mettre en place les arcs autoporteurs.
C’est à cette arche métallique que l’on accroche les coffrages permettant de couler le béton qui enrobe toute l’armature métallique capable de soutenir la construction. L’avantage primordial de ce système est la suppression des volumineux et solides échafaudages utilisés habituellement pour soutenir les lourds coffrages et la mise en place du béton, et dont le coût peut atteindre 30 % de celui de l’ouvrage.

## Caractéristiques techniques
Il mesure 250 m de long. Avant le comblement de la vallée, il culminait à 36 m au-dessus du lit du Flon. Le pont a six ouvertures de 28,75 m. Deux paires de pylônes monumentaux ornent les extrémités de l'ouvrage. Les luminaires assurant l'éclairage du pont sont de style Art nouveau.

## Restauration de 1990
En 1990, les rails du tram, recouverts d'asphalte depuis de nombreuses années, sont extirpés afin de refaire l’étanchéité du tablier, et ainsi d’éliminer les infiltrations qui, en traversant le béton, avaient atteint les armatures et causé d'importants dégâts. Dans le même temps, l’ensemble de l’ouvrage est remis en état. Depuis, le pont est inscrit comme bien culturel suisse d'importance nationale.